# Кольник колосистый
Ко́льник колоси́стый (лат. Phyteúma spicátum) — вид двудольных цветковых растений, включённый в род Кольник (Phyteuma) семейства Колокольчиковые (Campanulaceae).

## Ботаническое описание

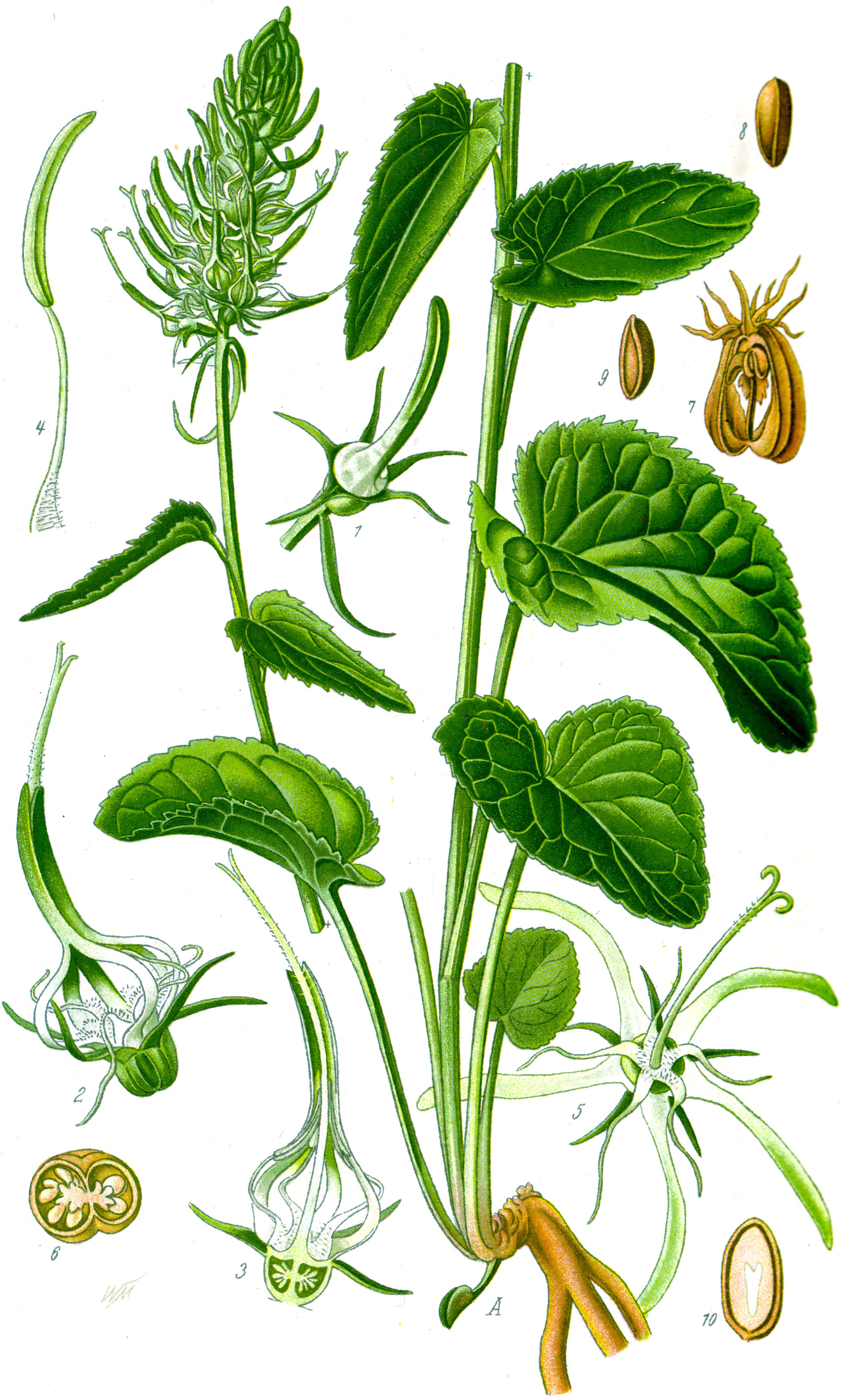
Ботаническая иллюстрация

Кольник колосистый — многолетнее травянистое растение, нередко достигающее 1 м в высоту. Стебель прямой, гладкий, светло-зелёный. Листья расположены на стебле очерёдно, в очертании яйцевидные или ланцетовидные, с зубчатым краем, заострённые к концу, с закруглённым или сердцевидным основанием. Нижние листья обычно на черешках, более крупные, чем верхние.
Цветки в продолговатых кистевидных соцветиях до 10 см длиной, 1,5—2 см в диаметре, с мелкими линейными прицветниками. Чашечка светло-зелёная, голая, пятидольчатая. Венчик также пятидольчатый, белого, светло-зелёного или синего цвета. Лепестки почти раздельные, линейные. Тычинки в количестве пяти, беловатые, с зеленоватыми пыльниками. Пестик один, жёлто-бурого цвета.
Плод — зелёная яйцевидная коробочка до 5 мм в диаметре, с многочисленными гладкими эллиптическими коричневыми семенами.

## Ареал
Кольник колосистый в естественных условиях произрастает в умеренной зоне западной Европы. Северная граница ареала — Великобритания, Норвегия и Эстония, южная — Испания и Греция. Растения с синими цветками чаще встречаются на юге ареала, а растения с белыми цветками — на севере.

## Таксономия
|  |                                      |  |                                                         |                                                         |                           |  | ещё 10 семейств (согласно Системе APG III) | ещё 10 семейств (согласно Системе APG III) |                        |  |  |  | ещё около 20 видов |
|  |                                      |  |                                                         |                                                         |                           |  | ещё 10 семейств (согласно Системе APG III) | ещё 10 семейств (согласно Системе APG III) |                        |  |  |  | ещё около 20 видов |
|  |                                      |  |                                                         | порядок Астроцветные                                    |                           |  |                                            |                                            | род Кольник            |  |  |  |                    |
|  |                                      |  |                                                         | порядок Астроцветные                                    |                           |  |                                            |                                            | род Кольник            |  |  |  |                    |
|  | отдел Цветковые, или Покрытосеменные |  |                                                         |                                                         | семейство Колокольчиковые |  |                                            |                                            | вид Кольник колосистый |  |  |  |                    |
|  | отдел Цветковые, или Покрытосеменные |  |                                                         |                                                         | семейство Колокольчиковые |  |                                            |                                            |                        |  |  |  |                    |
|  |                                      |  | ещё 58 порядков цветковых растений (по Системе APG III) | ещё 58 порядков цветковых растений (по Системе APG III) |                           |  |                                            | ещё более 90 родов                         | ещё более 90 родов     |  |  |  |                    |
|  |                                      |  |                                                         | ещё 58 порядков цветковых растений (по Системе APG III) |                           |  |                                            |                                            | ещё более 90 родов     |  |  |  |                    |

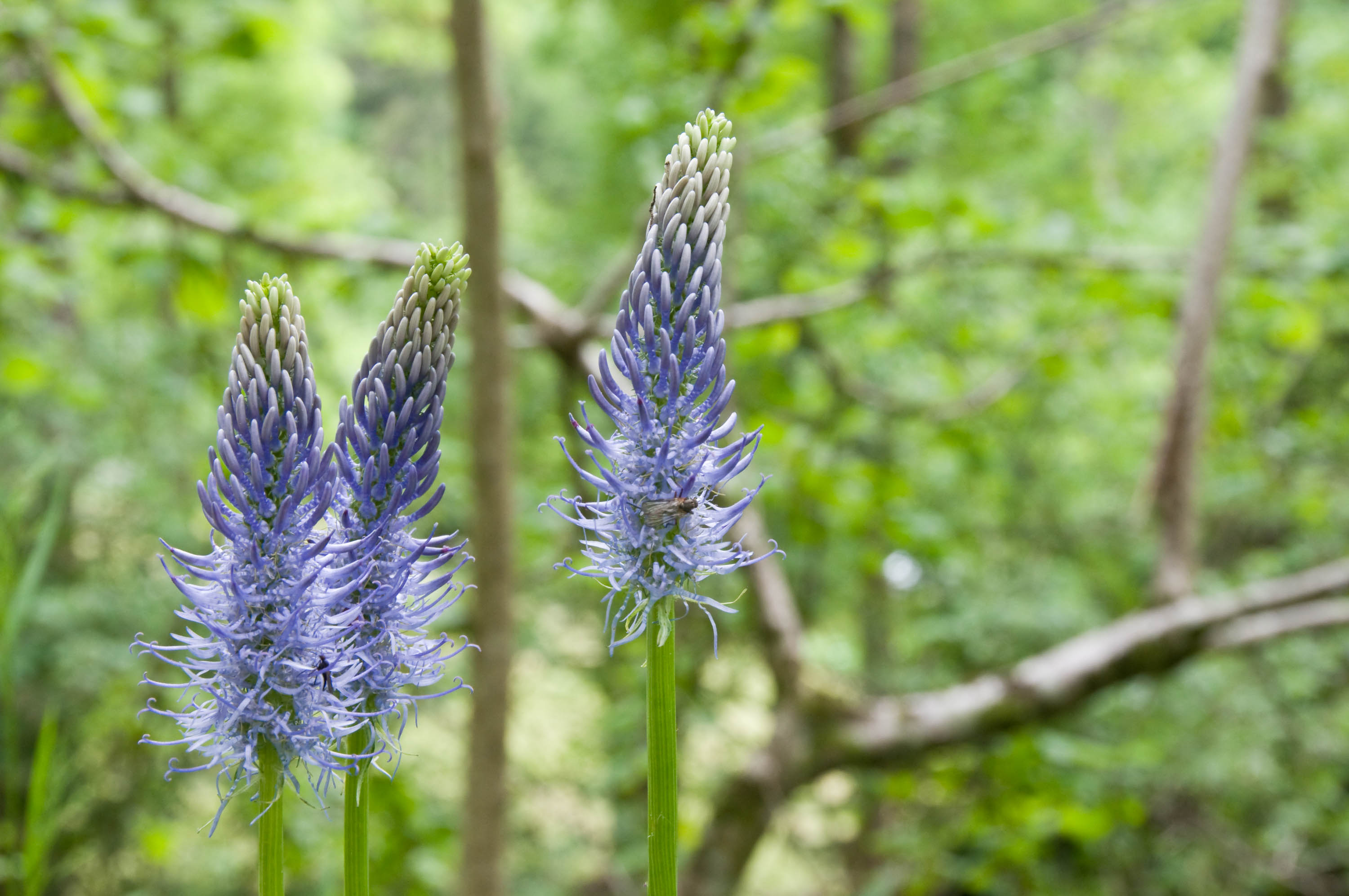
Кольник колосистый с синими соцветиями

Кольник колосистый иногда разделяется на два подвида в зависимости от окраски цветков, однако такое разделение признано не всеми ботаниками, так как это — единственное различие между подвидами.
- Phyteuma spicatum subsp. coeruleum Rich.Schulz, 1904 с синими цветками
- Phyteuma spicatum subsp. spicatum с белыми или светло-зелёными цветками

### Синонимы
- Phyteuma abelis Sennen, 1936
- Phyteuma ambigens (Rouy) Prain, 1913
- Phyteuma angustifolium Ledeb., 1846
- Phyteuma bracteatum Losa, 1930
- Phyteuma coeruleum Dalla Torre & Sarnth., 1912
- Phyteuma elongatum Hegetschw., 1839
- Phyteuma pyrenaicum Rich.Schulz, 1904
- Phyteuma rapunculus Pers., 1797
- Rapunculus albidus E.H.L.Krause, 1904
- Rapunculus ovatus Bubani, 1899
- Rapunculus spicatus (L.) Mill., 1768